# L'ultima beffa di Don Giovanni
L'ultima beffa di Don Giovanni (The Great Garrick) è un film del 1937 diretto da James Whale con la supervisione di Mervyn LeRoy.
La storia, tratta dal lavoro teatrale Ladies and Gentlemen di Ernest Vajda, racconta del grande attore David Garrick (interpretato da Brian Aherne) che, nel 1750, lascia Londra per recarsi in Francia, invitato a recitare alla Comédie-Française.

## Produzione
Il film fu prodotto dalla Warner Bros. Pictures (con il nome Warner Bros. Pictures Inc.)

## Distribuzione
Distribuito dalla Warner Bros. Pictures (con il nome Warner Bros. Pictures Inc.), il film uscì nelle sale cinematografiche statunitensi il 30 ottobre dopo essere stato presentato in prima a New York il 24 ottobre 1937.